# Simesia balachowskyi
Simesia balachowskyi är en fjärilsart som beskrevs av Sergius G. Kiriakoff 1973. Simesia balachowskyi ingår i släktet Simesia och familjen tandspinnare. Inga underarter finns listade i Catalogue of Life.